# Henri Gauquié
Henri Désiré Gauquié, né le 22 octobre 1858 à Flers-lez-Lille et mort le 19 août 1927 à Montfort-l'Amaury, est un sculpteur français.

## Biographie

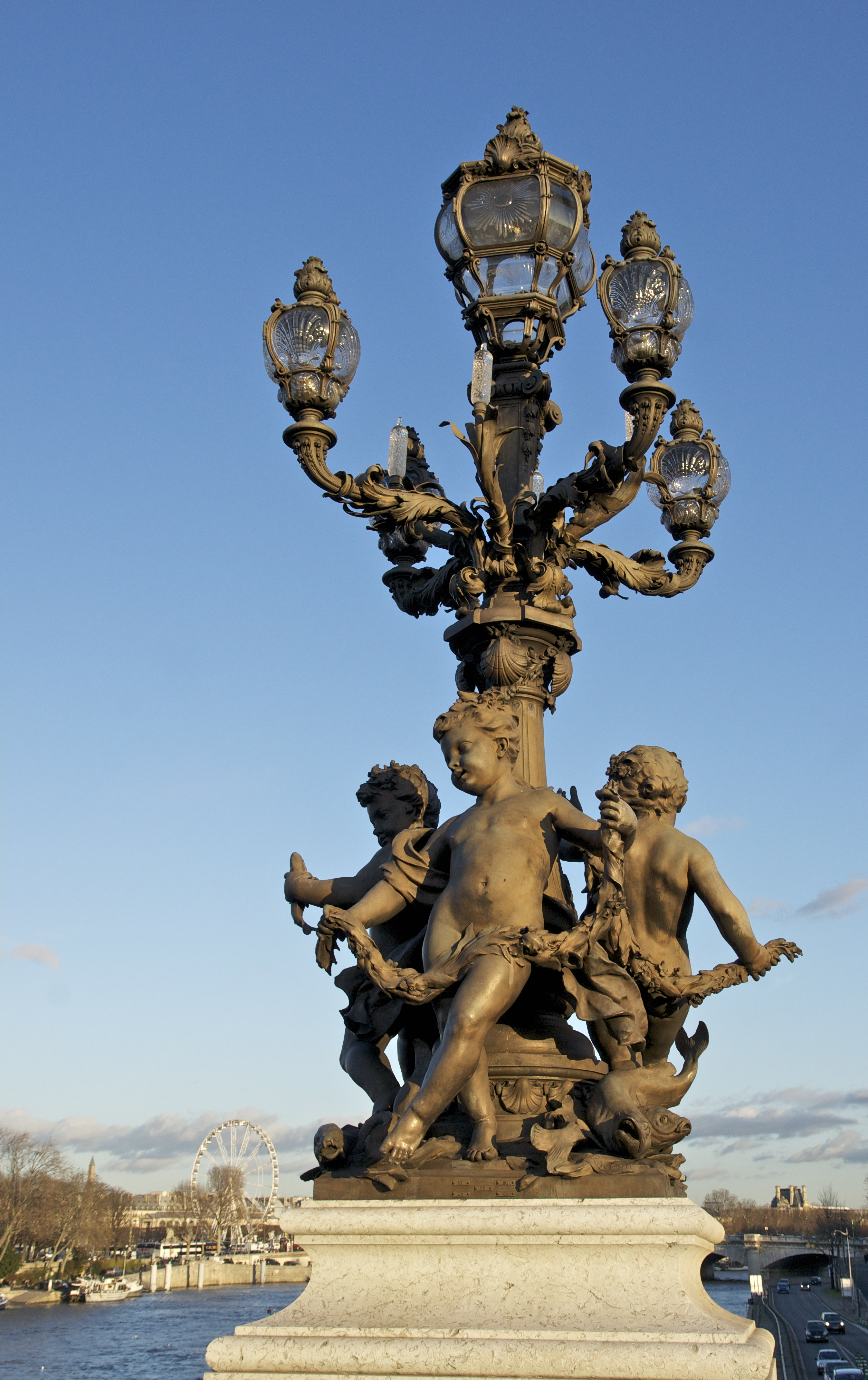
Un des Candélabres et Ronde d'amours, ou Enfants au candélabre (1899), bronze, Paris, pont Alexandre-III.

### Formation
Henri Gauquié est élève de René Fache à l'Académie de Valenciennes. Après avoir concouru à Lille, il obtient une bourse départementale qui lui permet de poursuivre ses études artistiques à l'École des beaux-arts de Paris dans l'atelier de Jules Cavelier.

### Carrière artistique
En 1886, il obtient une 3e médaille et une bourse de voyage du ministère de l'Instruction publique et des Beaux-arts pour son groupe Persée vainqueur de Méduse, acheté par l'État pour le musée des Beaux-Arts d'Agen (œuvre détruite). Après une année passée en Italie et en Belgique, il rentre en France. Son Brennus obtient une deuxième médaille au Salon de 1890. Le bronze de cette statue ornait le parc de la Dodenne à Valenciennes (envoyé à la fonte sous le régime de Vichy). Il obtient une première médaille au Salon de 1895 pour son groupe en marbre Bacchante et Satyre (Tourcoing, MUba Eugène Leroy). 
On lui doit plusieurs monuments publics, la plupart obtenus par concours et exécutés en collaboration avec l'architecte Henri Guillaume.
Il meurt le 19 août 1927 à Montfort-l'Amaury et est inhumé à Paris au cimetière du Père-Lachaise (50e division).

## Œuvres dans les collections publiques

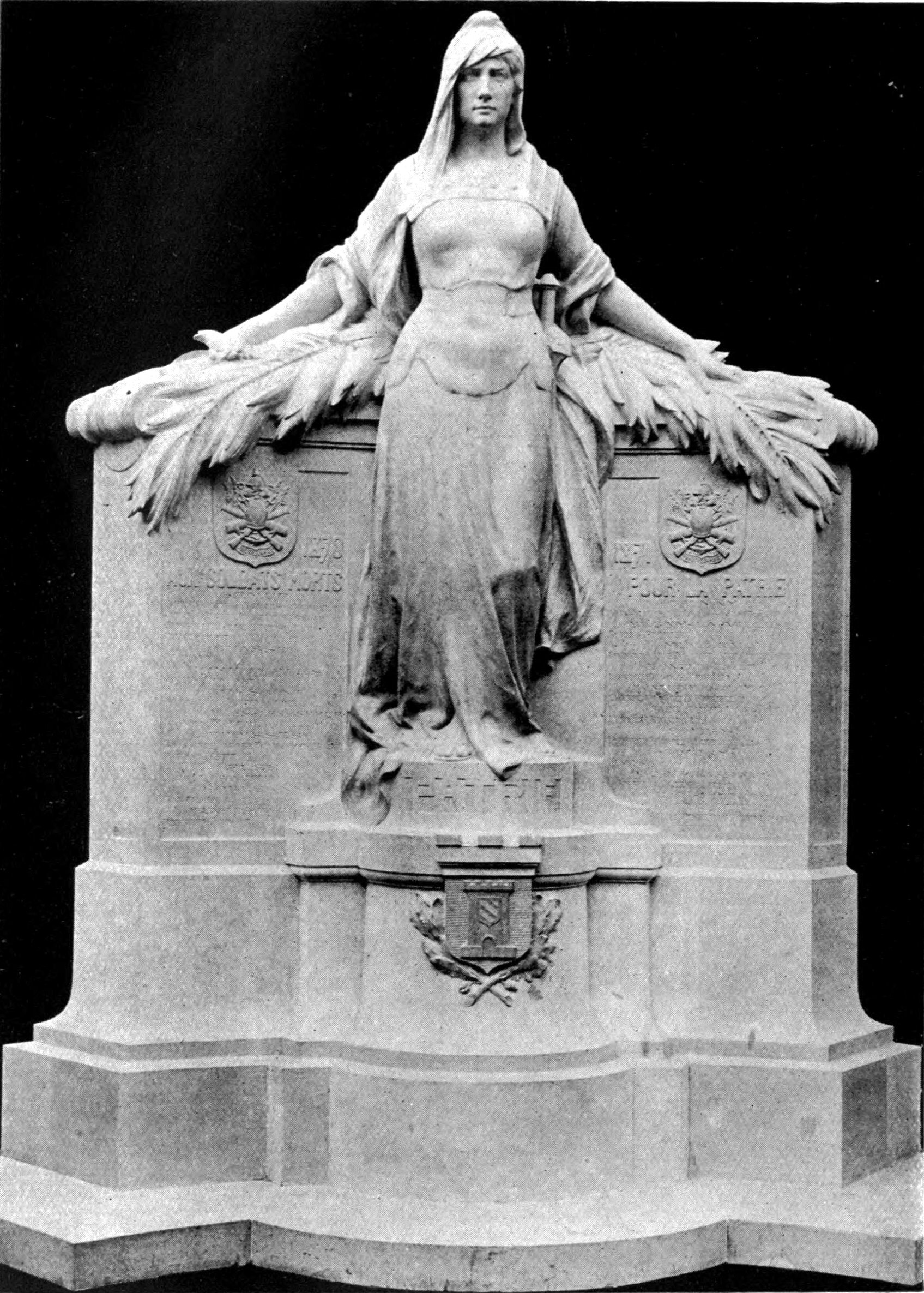
Monument aux soldats de Semur-en-Auxois (Salon de 1908).

- Arras : Monument à Adolphe Lenglet, 1905, œuvre disparue[6].
- Chipilly : Monument à la 58e division britannique ou L'Artilleur britannique, 1922, groupe en pierre.
- Condé-sur-l'Escaut : Monument de la Clairon, actrice de la Comédie-Française, 1901, buste en pierre.
- Denain :
  - Monument au maréchal de Villars, 1913, statue équestre en bronze[7] détruit par l'occupant allemand en mai 1918, Gauquié fait fondre un nouvel exemplaire en bronze inauguré en 1924.
  - musée d'Archéologie et d'Histoire locale :
    - Bacchante et Satyre, 1895, terre cuite ;
    - Vendangeuse, plâtre.
- Douai, musée de la Chartreuse : Paul Dislère, 1902, buste en plâtre[8].
- Fécamp, angle de la cour du palais Bénédictine : Monument à Alexandre Le Grand aîné, 1900, bronze[9].
- Harnes, cimetière communal : Monument à André Deprez, après 1900[10].
- Lyon : Monument à Sadi Carnot, 1900, marbre, démoli par la municipalité en 1974, la statue de Carnot est installée dans le square situé à l’angle de la rue Prayaz et du quai Victor-Augagneur[11].
- Paris :
  - boulevard de Port-Royal : Monument à Jules Péan, 1909, envoyé à la fonte sous le régime de Vichy, dans le cadre de la mobilisation des métaux non ferreux[12].
  - jardin du Luxembourg : Monument à Antoine Watteau, 1896, bronze[13].
  - pont Alexandre-III : Candélabres et Ronde d'amours ou Enfants au candélabre, 1899, bronze[14],[15],[16].
  - mairie du 16e arrondissement de Paris : sculpture Au Dr Marmottan, ses administrés reconnaissants, conservée dans l'édifice.
- Rouen, cathédrale Notre-Dame :
  - Gisant de Frédéric Fuzet, archevêque de Rouen, 1918, marbre ;
  - Vierge dite Notre-Dame de Lourdes, vers 1900, marbre.
- Semur-en-Auxois : Monument aux Soldats du canton de Semur (1870-1871), 1909, statue en pierre[17].
- Tourcoing : 
  - Académies de dessin et d'architecture de Tourcoing : haut-relief, 1904.
  - MUba Eugène Leroy : Bacchante et Satyre, 1895, groupe en marbre.
- Valenciennes : 
  - Monument à Brennus ou Vae Victis, 1890, statue en bronze, envoyée à la fonte sous le régime de Vichy[1].
  - cimetière Saint-Roch : Monument à Gustave Crauk, 1908, haut-relief en bronze[18].
  - musée des Beaux-Arts : Bacchante et satyre, 1890, groupe en plâtre.

### Autres œuvres
- Persée vainqueur de Méduse, 1886, plâtre.
- Vae victis, 1889, plâtre.
- Diane, 1891, marbre.
- Le Réveil du printemps, 1892.
- Chasseur, 1905.
- Baigneuse au crabe, 1907, marbre.
- Le Semeur.
- Grâce se libérant d'un faune.
- Nil Virtuti Invium ou Samson se délivrant de ses liens.

## Salons
- 1893 :Marguerite d'Angoulême ; L'Humanité recueillant les victimes du travail.
- 1908 : Monument aux soldats de Semur-en-Auxois

## Distinctions
- Chevalier de la Légion d'honneur en 1901[19].
- Officier de l'ordre des Palmes académiques.